# Saíd Bilkalím
Saíd Bilkalím (arabsky السعيد بلقالم‎; * 1. ledna 1989, Mekla, Alžírsko) je alžírský fotbalový obránce a reprezentant, který působí v klubu Watford FC. Účastník Mistrovství světa 2014 v Brazílii.

## Reprezentační kariéra
Je členem reprezentačního výběru z domácí ligy (Alžírsko A').
Reprezentuje Alžírsko, v národním týmu „pouštních lišek“ (jak se alžírské fotbalové reprezentaci přezdívá) debutoval v roce 2012.
Bosenský trenér Alžírska Vahid Halilhodžić jej vzal na Mistrovství světa 2014 v Brazílii, kde Alžírsko vypadlo v osmifinále s Německem po výsledku 1:2 po prodloužení.